# Guarda Nacional Republicana
La Guarda Nacional Republicana (GNR) es el cuerpo de gendarmería nacional (de naturaleza militar con funciones de policía) de la República Portuguesa. Está constituida por militares organizados en un cuerpo especial de tropas y dotada de autonomía administrativa, y con jurisdicción sobre todo el territorio portugués.

## Historia
Sus orígenes se remontan a 1801, cuando fue creada la Guarda Real da Polícia a imitación de la Gendarmería francesa. Después de la Revolución del 5 de octubre de 1910 y la caída de la monarquía, fue creada la Guarda Republicana. La creación oficial de la GNR se produjo el 3 de mayo de 1911, cuando la antigua Guardia Republicana fue renombrada como "Guarda Nacional Republicana", una fuerza de seguridad compuesta por militares con una organización especial. En 1993 absorbió a la Guarda Fiscal, la cual se integró como una brigada del cuerpo.
En enero de 2010 la GNR obtuvo un importante éxito cuando detuvo a dos miembros de la organización terrorista vasca ETA durante un control de carreteras. La detención acabaría llevando al descubrimiento y captura de un depósito provisto con una gran cantidad de explosivos, en lo que constituyó la primera base logística de ETA en Portugal.

## Estructura
La GNR está constituido por militares organizados en un cuerpo especial de tropas, encargada de la seguridad pública, del mantenimiento del orden y de la protección de la propiedad pública y privada en todo el territorio portugués, en especial en las áreas más rurales. En las áreas urbanas, la fuerza del orden encargada es la Polícia de Segurança Pública (PSP). Cabe destacar que en Azores y Madeira sólo opera la Brigada Fiscal de la GNR, estando el resto de la vigilancia a entera responsabilidad de la PSP, incluso en las áreas rurales. Aunque está constituida por miembros de las Fuerzas Armadas, pertenece al ámbito de las Fuerzas de seguridad.

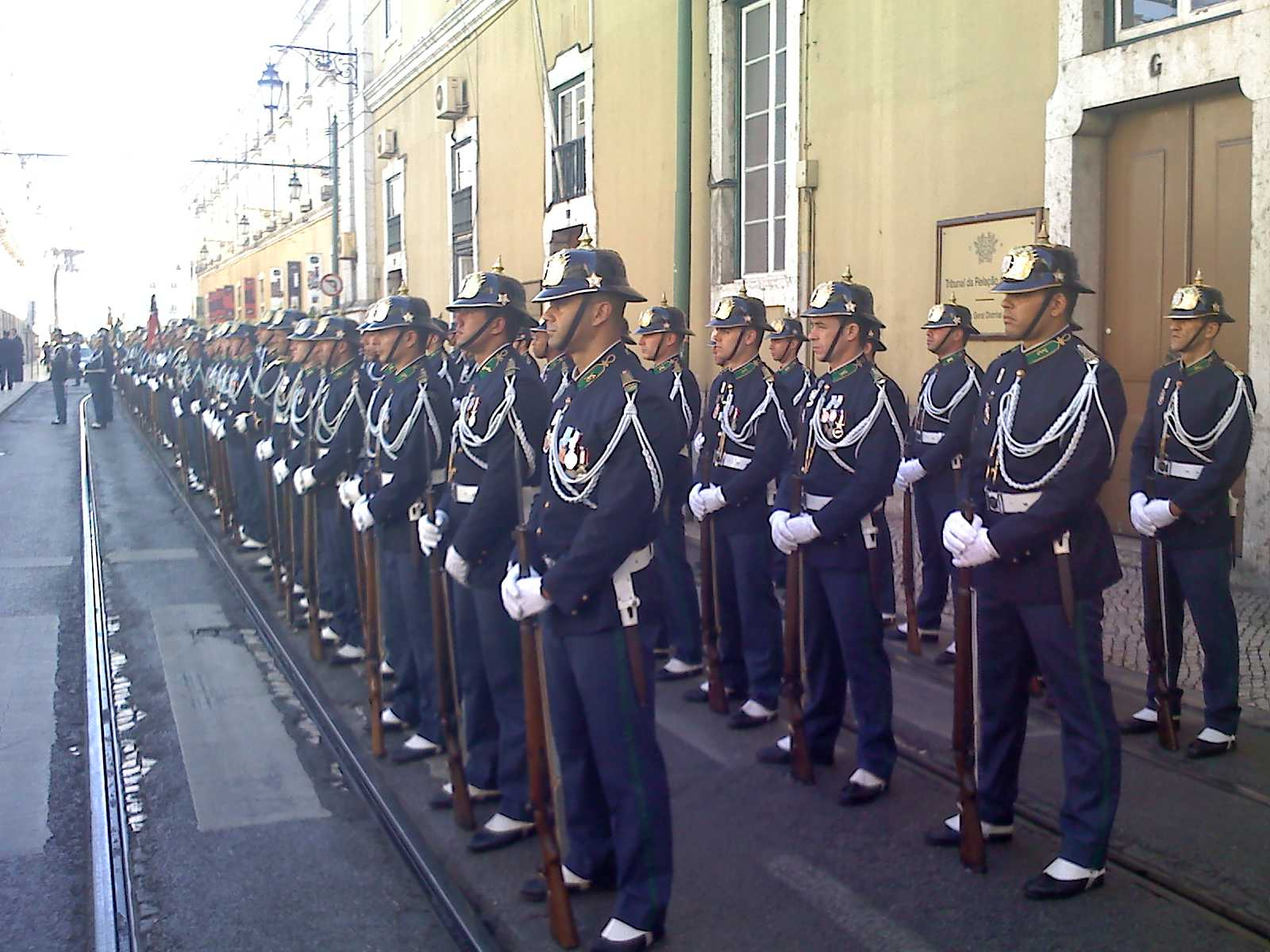
Miembros de la GNR en un acto ceremonial de 2011.

Una de las responsabilidades más visibles de la GNR es la guardia ceremonial de varios edificios públicos. Orgánicamente, depende tanto del Ministerio de Administración Interna como del Ministerio de Defensa Nacional.